# Frente de Libertação do Macina
Frente de Libertação do Macina (em francês:  Front de libération du Macina, também conhecida como Movimento de Libertação do Macina ou Katiba Macina) é um grupo militante islâmico que opera no Mali.
Veteranos do conflito em Konna (região de Mopti), dos fulas, compõem o núcleo do grupo. Os fulas correspondem a cerca de 9% da população do Mali, mas são localmente dominantes na região de Mopti, que foi o centro do Império do Macina, liderado pelos fulas no século XIX.

## História
Em março de 2012, o presidente do Mali Amadou Toumani Touré foi deposto em um golpe de Estado. Como consequência da instabilidade que se seguiu, as três maiores cidades do norte do Mali - Quidal, Gao e Tombuctu - foram invadidas pelas forças dos islamistas e dos nacionalistas tuaregues. Em julho, os tuaregues foram expulsos por seus ex-aliados e a área foi dominada por grupos jihadistas: Al-Qaeda no Magreb Islâmico (AQIM), Ansar Dine e o Movimento pela Unidade e a Jihad na África Ocidental (MUJAO).
Em janeiro de 2013, os islamitas capturaram a cidade de  Konna , no centro do Mali, após violentos combates com as forças malianas. Entretanto seriam repelidos pelas forças francesas dias depois, com o início de uma intervenção militar liderada pela França conhecida como Operação Serval. No entanto, alguns combatentes conseguiram recuar para esconderijos nas montanhas ou desertos e se reagruparem.
O nome 'Frente de Libertação do Macina' aparece pela primeira vez em 2015, numa comunicação transmitida pela agência mauritana Al Akhbar, mas não era usado pelos jihadistas, nem pelas comunidades locais. Em janeiro daquele ano, a organização ganhou destaque ao assumir a responsabilidade por ataques realizados no centro e no sul do Mali. O líder do grupo era Amadou Kouffa, um marabuto que atuou como comandante dos militantes islâmicos na Batalha de Konna, em 2013.
Em sua primeira comunicação oficial, em maio de 2016, o grupo se autodenominou7 'Katiba Macina'.
A FLM é ligada à Ansar Dine, grupo liderado por Iyad ag Ghaly. Em 18 de maio de 2016, a Frente  publicou, no Twitter, o seu primeiro vídeo, anunciando sua afiliação à Ansar Dine. O grupo será composto por ex-combatentes do MUJAO, majoritariamente peúles. A FLM é particularmente ligada à Katiba Khalid Ibn Walid, uma outra brigada  da organização Ansar Dine ativa no sul do Mali. Segundo a agência de inteligência malinesa, un peul chamado Hassan Dicko, mais conhecido como Abou Leila, faria a ligação entre os dois grupos. Considerado como o braço direito de Amadou Koufa, ele foi detido em 5 de setembro de 2015.
O grupo foi responsável por ataques contra forças de paz das Nações Unidas, tropas francesas e forças do governo do Mali, além de civis.
Em março de 2017, Amadou Kouffa apareceu em um vídeo, ao lado dos líderes do ramo saariano da Al-Qaeda no Magrebe Islâmico (AQIM), da al-Murabitun e da Ansar Dine, no qual foi anunciado que eles estavam fundindo suas organizações em um grupo chamado Jama'at Nasr al-Islam wal Muslimin.